# 한국육가공업협동조합
한국육가공업협동조합은 축산물가공업의 건전한 발전과 조합원의 복리증진 도모 및 협동사업을 수행함으로써 자구적 경제활동 조장을 목적으로 1988년 12월 27일 설립허가된 대한민국 농림축산식품부 소관의 협동조합이다. 사무실은 서울특별시 송파구 방이동 64-8, 풍산빌딩 402호에 있다.